# Lakiasuo (mosse)
Lakiasuo är en mosse i Finland. Den ligger i Masko i landskapet Egentliga Finland, i den sydvästra delen av landet, 170 km väster om huvudstaden Helsingfors.